# Logania donussa
Logania donussa är en fjärilsart som beskrevs av Hans Fruhstorfer 1915. Logania donussa ingår i släktet Logania och familjen juvelvingar. Inga underarter finns listade i Catalogue of Life.